# Pharaphodius dubiosus
Pharaphodius dubiosus är en skalbaggsart som beskrevs av Louis Albert Péringuey 1901. Pharaphodius dubiosus ingår i släktet Pharaphodius och familjen Aphodiidae. Inga underarter finns listade i Catalogue of Life.